# Start Krasnystaw
Start Krasnystaw – polski klub piłkarski z siedzibą w Krasnymstawie, występujący w IV lidze.

## Historia
Klub powstał 3 sierpnia 1944 z inicjatywy lokalnych sportowców i działaczy. Pierwszy awans na trzeci szczebel ligowy (wówczas noszący nazwę „liga okręgowa”) zespół uzyskał w sezonie 1962/1963. Przed ostatnią kolejką spotkań Start miał szansę na pozostanie w lidze, jednak musiał pokonać kraśnicką Stal. Spotkanie jednak przegrał i spadł do klasy A.
Ponowny awans do III ligi zespół uzyskał w sezonie 1982/1983. W całych rozgrywkach Start zdobył zaledwie 3 punkty przy stosunku bramek 15–115. W lipcu 2007 Start zagrał na szczeblu centralnym Pucharu Polski, przegrywając na wyjeździe ze Zniczem Pruszków. 14 czerwca 2023 Start pokonał w wojewódzkim finale Pucharu Polski Świdniczankę Świdnik i po szesnastu latach wywalczył awans na szczebel centralny tych rozgrywek.

## Stadion
Stadion Miejski w Krasnymstawie w latach 2007–2008 przeszedł modernizację, w wyniku której powstała sześciotorowa bieżnia tartanowa, nowe boisko piłkarskie oraz trybuny o pojemności 1972 miejsc. Ponadto obok stadionu wybudowano Centrum Sportowe-Rekreacyjne z basenem i halą widowiskowo-sportową.

## Sukcesy
- I runda Pucharu Polski 1991/1992: Start Krasnystaw – AZS Biała Podlaska 0:1
- I runda Pucharu Polski 1992/1993: Start Krasnystaw – Radomiak Radom 1:1, k. 3:4
- I runda Pucharu Polski 2023/2024: Start Krasnystaw – Zawisza Bydgoszcz 0:4

## Występy w III lidze
- 1963/1964 – lubelska liga okręgowa – 11. miejsce
- 1983/1984 – III liga, grupa VII – 14. miejsce